# Kataplexia
Kataplexia ist eine finnische Brutal-Death-Metal-Band aus Helsinki, die 2003 gegründet wurde.

## Geschichte
Die Band wurde 2003 von dem aus El Salvador stammenden Rodrigo Artiga gegründet. Im selben Jahr erschien das Debütalbum Morgue's Reality (das noch von Artiga alleine eingespielt wurde), dem sich 2005 bzw. 2008 die Alben Catastrophic Scenes und Supreme Autority anschlossen. Nach mehreren Besetzungswechseln bestand die Gruppe neben den drei Originalmitgliedern noch aus dem Session-Schlagzeuger Timo Häkkinen. 2008 nahm die Band am Death Feast Open Air teil. Nach einer EP im Jahr 2014 unter dem Namen Genetic Intervention, erschien 2017 das Boxset Scenes of Supreme Reality, das aus den ersten drei Alben besteht. Neben Auftritten in Finnland konnte die Band bisher auch Konzerte in Schweden, Deutschland und Spanien abhalten.

## Stil
Stefan Franke von voicesfromthedarkside.de ordnete die Band in seiner Rezension zu Morgue's Reality dem Brutal Death Metal zu. Die Gruppe kombiniere zeitgenössischen Gesang des Grindcores und Death Metals im Stil von Disavowed mit geradlinigem Old-School-Death-Metal. Gelegentlich gebe es neben schnellen auch mittelschnelle Passagen im Stil von alten Dying Fetus und frühen Suffocation. Die Musik sei unoriginell, aber variabel, wobei die Gruppe Breaks, nicht zu technisch anspruchsvolle Riffs und einen aggressiven Gesang einsetze. Johannes Schmuck von Metal.de schrieb in seiner Rezension zu Catastrophic Scenes, dass hierauf extremer Death Metal zu hören ist. Gelegentlich seien Parallelen zu Nile und Suffocation hörbar. Die Band ergehe sich „in Genre-typischen Floskeln“, wobei es an Eigenständigkeit fehle und man nur versuche brutal zu klingen, wodurch die Musik abwechslungsarm klinge. Insgesamt gebe es größtenteils nur eintöniges „stures Geballere“, obwohl es „technisch einiges an Gefrickel“ gebe. Björn Backes von Powermetal.de beschrieb die Musik von Genetic Intervention ebenfalls als Brutal Death Metal, der sich nicht sehr von dem Material der Vorgängeralben unterscheide. Die Songs klängen durch US-amerikanischen Death Metal beeinflusst und würden sich durch ein flottes Tempo, Doublebass, einen tief gestimmten Bass und „recht herzlose Grunts“ auszeichnen. Auf Dauer würden die Lieder jedoch langweilen.

## Diskografie
- 2003: Morgue's Reality (Album, Severe Music)
- 2005: Catastrophic Scenes (Album, Xtreem Music)
- 2008: Supreme Authority (Album, Xtreem Music)
- 2014: Genetic Intervention (EP, Fatality Distro)
- 2017: Scenes of Supreme Reality (Boxset, Proguttural Production)